# Шістнадцять округів

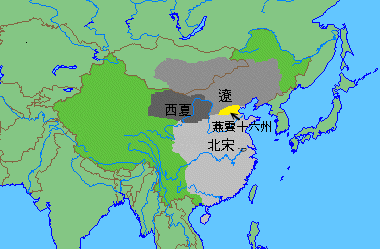
Територія 16 округів позначена жовтим кольором

Шістнадцять округів, що простягнулись від Яньціна до Юньчжоу (спрощ.: 燕云十六州; кит. трад.: 燕雲十六州; піньїнь: Yānyún Shíliù Zhōu) — землі в Китаї на території сучасних провінцій Хебей і Шаньсі, а також міст центрального підпорядкування Пекін (стародавня назва — Яньцін) і Тяньцзінь, що були важливим фактором політичної боротьби у X столітті.

## Історія
907 року в Китаї припинила своє існування імперія Тан і розпочався період п'яти династій і десяти держав. На додачу до міжусобної боротьби, з півночі почали наступати кидані, а з заходу — тюрки-шато. За допомоги тюрків 923 року виникла держава Пізня Тан, однак 936 року кидані підтримали Ші Цзінтана, який підбурив повстання та заснував державу Пізня Цзінь. В обмін на підтримку в боротьбі Ші Цзінтан був змушений передати киданській імперії Ляо 16 округів, що відокремлювали традиційні китайські регіони від степової півночі.
На долучених територіях кидані заснували Південну та Західну столиці. В результаті ті землі стали плацдармом для киданського втручання до північнокитайських справ, що призвело до падіння держави Пізня Цзінь 946 року. Імперія Сун, що об'єднала решту Китаю 960 року не визнала анексії киданями 16 округів, та після знищення 979 року тюркської держави Північна Хань почались походи проти імперії Ляо. Однак кидані відбивали китайські атаки, а коли молодий киданський імператор подорослішав — він завдав потужного контрудару Сунській імперії й розширив кордони Ляо далеко на південь.

## Географія
Шістнадцять округів включали:
1. Ю
2. Шунь
3. Жу
4. Тань
5. Цзі
6. Чжо
7. Їн
8. Мо
9. Сінь
10. Гуй
11. У
12. Юй
13. Їн
14. Хуань
15. Шо
16. Юнь